# Fais pas ci, fais pas ça
Fais pas ci, fais pas ça (Não Faça Isso, Não Faça Aquilo em tradução livre) é uma série de televisão francesa criada por Anne Giafferi e Thierry Bizot para a France 2. No Brasil, a série é exibida pelo canal por assinatura TV5 Monde, e em Portugal sob o título de "Pais Desesperados" pela RTP2.

## Enredo
A série fala sobre a convivência de duas famílias vizinhas, os Bouley e os Lepic, que têm métodos inversos de educação. Os Lepic são bastante conservadores, enquanto os Bouley parecem ser totalmente opostos. Mas apesar de suas diferenças sociais e culturais, as duas famílias são amigas e muitas vezes enfrentam problemas comuns. Inspirou o modelo da série Modern Family.

## Elenco
| Ator/Atriz               | Personagem        |
| Bruno Salomone           | Denis Bouley      |
| Isabelle Gélinas         | Valérie Bouley    |
| Guillaume de Tonquédec   | Renaud Lepic      |
| Valérie Bonneton         | Fabienne Lepic    |
| Yaniss Lespert           | Christophe Lepic  |
| Tiphaine Haas            | Soline Lepic      |
| Alexandra Gentil         | Tiphaine Kalamian |
| Cannelle Carré-Cassaigne | Charlotte Lepic   |
| Lilian Dugois            | Eliott Bouley     |
| Timothée Kempen Hamel    | Lucas Lepic       |
| Myrtille Gougat          | Salomé Bouley     |
| Martin e Louis Launay    | Kim Lepic         |